# Ripper 2: Letter from Within
Série
Ripper
(2001)
Pour plus de détails, voir Fiche technique et Distribution.
Ripper 2 est un film d'horreur britannique réalisé par Jonas Quastel et Lloyd A. Simandl, sorti en 2004. Il s'agit de la suite du film Ripper sorti en 2001.

## Fiche technique
- Titre : Ripper 2
- Réalisateur : Jonas Quastel et Lloyd A. Simandl
- Scénario : Pat Bermel et John A. Curtis
- Musique : Peter Allen
- Format : Couleurs
- Durée : 85 minutes
- Pays :  Royaume-Uni
- Date de sortie : 2004
- Interdit aux moins de 12 ans

## Distribution
- Erin Karpluk : Molly Keller
- Nicholas Irons : Erich Goethe
- Mhairi Steenbock : Juliette Dureau
- Jane Peachey : Lara Svetlana
- Daniel Coonan : Grant Jessup
- Colin Lawrence : Roberto Edwards
- Myfanwy Waring : Sally Trigg
- Andrea Miltner : Marya
- Curtis Matthew : le psychologue
- Richard Bremmer : Dr. Samuel Wiesser
- Marie Veckova
- Vladimira Pitelova
- Julia Crow

## Anecdotes
Bien que ce soit un film d'horreur, le film contient des scènes érotiques saphiques entre Marie Veckova, Vladimira Kopal et Katerina Vrana.